# Otto Göschen
Otto Göschen (* 10. Juli 1808 in Berlin; † 30. September 1865 in Halle (Saale)) war ein deutscher Rechtswissenschaftler.

## Leben
Otto Göschen war ein Sohn des Rechtsgelehrten Johann Friedrich Ludwig Göschen und dessen Ehefrau Charlotte (1781–1862), geb. Delbrück. Der Theologe und Generalsuperintendent in Harburg Adolf Göschen und der Mediziner Alexander Göschen waren seine Brüder. Otto Göschen absolvierte ein juristisches Studium an der Universität Göttingen. Für kurze Zeit wurde er danach Advokat, bald aber Assistent an der Bibliothek in Göttingen und promovierte daselbst 1832 mit der Dissertation De adquisitione per eum qui serviat zum Doktor des Rechts. Er habilitierte sich 1833 an der Universität Berlin, wo er 1839 außerordentlicher Professor wurde. 
Nachdem er einen Ruf an die Universität Basel ausgeschlagen hatte, wurde er im Frühjahr 1841 in das Spruchkollegium aufgenommen und ging als ordentlicher Professor für Kanonisches Recht und deutsches Privatrecht 1844 an die Universität Halle-Wittenberg. Dort beteiligte er sich auch an den organisatorischen Aufgaben  der Hochschule und war 1860/61 Rektor der Alma Mater. 
Vor allem auf literarischem Gebiet hat er sich Verdienste erworben, ist als Herausgeber in Erscheinung getreten und hat den Artikel Ehe in der ersten Auflage der Realenzyklopädie für protestantische Theologie und Kirche verfasst.
Göschen war mit Anna, der Tochter des preußischen Kultusministers Johann Albrecht Friedrich von Eichhorn, verheiratet. 

## Werke
1. Die goslarischen Statuten. Berlin 1840
2. Das sächsische Landrecht nach der Ouedlinburger Pergamenthandschrift. Halle 1853
3. Doctrina de matrimonio ex ordinationibus saec. XVI adumbrata. Halle 1859